# 冀永强
冀永强（1956年11月—），男，汉族，山西平遥人，中华人民共和国政治人物，现任中国民主同盟中央委员会常务委员、宁夏回族自治区委员会主任委员，第十三届全国政协委员。